# Герб Ровеньского района
Герб Ровеньского района — официальный символ посёлка Ровеньки и Ровеньского района Белгородской области Российской Федерации. Герб утверждён в 1998 году, разработан комиссией по геральдике при главе администрации области.

## Описание и символика
На зелёном поле золотой сноп пшеницы. В вольной части располагается герб Белгородской области. Герб символизирует плодородие и чернозёмы — богатство района.

## История
Сноп на гербе Ровеньского района взят с знамени Острогожского гусарского полка. В 1775 году по заданию Военной коллегии был составлен новый знамённый гербовник, получивший в литературе название «гербовник Щербатова», названный по имени руководившего работами герольдмейстера М.М. Щербатова. Герб полка представлял собой золотой пшеничный сноп в зелёном поле.
Современный герб района принят решением 17-й сессии Ровеньского районного Совета депутатов от 17 июля 1998 года. При разработке герба Ровеньского района предлагалось много проектов, например существовал вариант с чёрным фоном. В конечном итоге большинством голосов был принят проект с зелёным фоном.